# パンドラMAXシリーズVOL.3 ラビッシュブレイズン
『パンドラMAXシリーズVOL.3 ラビッシュブレイズン』は2000年4月27日にパンドラボックスから プレイステーション（PS）用ソフトとして発売されたロールプレイングゲーム。

## 概要
パンドラボックスが世に出したゲームソフトの自社ブランド「パンドラMAXシリーズ」の第3作。キャッチコピーは同シリーズ共通の「1980円の超大作」。メモリーカード用シールが付属していた。
同シリーズのソフトに収録されている予告映像では「パンドラが総力を結集したRPG」と銘打たれていた。
シリーズ第1作であるドラゴンナイツグロリアス（以下「ドラグロ」と略す）の舞台である「カグランテス王国」の隣国が舞台という設定で、ドラグロの登場人物やダンジョン、敵キャラクターなども登場する（ただしストーリー的な続編ではない）。ストーリーも前作とは打って変わってギャグテイストである。
シナリオは同社の社員であった和田慶子が執筆。キャラクターデザインは珠梨やすゆき（女性）が担当している。
パッケージには「勇者になってモテモテだぜ！」「主人公はいま、勇者を目指す！」と書かており、ドラゴンナイツを目指すドラナイ同様、当初は勇者を志して旅立つものの、その目的は物語の序盤で早々と忘れ去られ、以後シナリオは目的が二転三転する行き当たりばったりな展開をするようになる（ソフト内におまけとして収録されたインタビューで、和田自身もこの点に触れている）。
また、ギャグテイストの軽いノリのストーリーを表すように、それまでまったく触れられなかった設定や人物が突然当たり前のように登場することも少なくない。

## ストーリー
カグランテス王国の隣国・カーレイル王国。この国では「勇者」が職業として認められており、あちこちの村に国から認定された勇者が存在していた。
ルックス以外に取り得がない少年・アルフレッドは、村長からこの村の勇者になるよう命ぜられ、溜息をつきながら仲間達と共に城へと旅立つ。しかし、その途中で起こった出来事により、一行は国中を右往左往させられ…。

## システム
本作はドラグロと違い、ジャンルは完全なRPGである。エンディングは1つのみ。
本作及び本シリーズ特有の主なシステムは、以下の通り。

### 戦闘
基本システムはオーソドックスなコマンド式のフロントビューバトル。但し、ドラグロと異なり、縦斬り、横斬り、突きの選択は無くなり、技も繋げずに出せるようになった。技、及び魔法は「EP」を消費して発動する。魔法はアル以外がレベルアップで習得する。技は装備している武器に応じて使用可能になり、違う技を使うには武器を切り替えるしかない（通常攻撃である「アタック」も技扱いである為、武器によっては使用出来ない）。武器はキャラ毎に装備できるものが異なる。逃走は一人一人ではなくパーティ全体で行うようになった。
本作独自のシステムとして「連携」がある。コマンドから「連携」を選ぶと、最初に選んだ技や魔法に応じて仲間達が続けて攻撃する。特定の技が揃うと専用の連携技が出る事もある。但し、連携には「連携ゲージ」を消費する。ゲージはターン経過で回復。
また、演出面もドラグロから進化しており、敵にはダメージアニメーションが追加された他、攻撃の演出に応じて視点が移動したりフィールドが開けると言った要素もある。人間タイプのボスは攻撃時に声を発するようになった。

### アドベンチャーパート
ドラグロ同様、イベントシーンはアベンチャーゲームのように進行する。
多数の選択肢が存在し、展開が多少変わる事はあるが、ストーリーそのものは一本道である。この状態ではいつでもセーブが可能であり、ロードの際は最後に通過したセーブポイント（その都度画面に表示される）から再開する事になる。また、常にメニューを開けるので、イベントを挟む連戦の場合はこれを利用して回復する事が出来る。

### コンバート
本シリーズの全ソフト共通のシステム。
ドラグロ及び死者の呼ぶ館のセーブデータを読み込ませることで、隠しアイテムやイベントなどを出現させることができる。特に死者の呼ぶ館のミニゲーム「百物語」をクリアした状態をコンバートすると、隠しダンジョンが出現する。
また、ドラグロに関しては同じ世界が舞台でジャンルも同じRPGである為、引き継げるアイテムが多い。それらのアイテムはコンバート時のデータで必ずしも所持している必要は無く、それまでの周回で一度でも手に入れた事があれば引き継がれる。しかし一部重要アイテムは引き継がれない。

### 生成・合成
ゲーム中に登場する修道院で、アイテムの生成が行える。プレイヤーの手持ちの音楽CDやCD-ROMを読み込ませることによって、そのCDに応じたアイテムを出現させるというシステムである。
また、2つの武器を組み合わせることで別の武器を作り出す「合成」というシステムもある。
どちらも有料である。また、前者はレアなアイテムを生成すると以降の料金が上がってしまう。

### 辞典システム
入手したアイテム、戦った敵キャラなどが記録されていくというシステム。達成度はパーセンテージで表され、全項目をコンプリートすると100%となる。コンバートで入手できる隠し要素も揃えると、107%となる。ただし、コンプリートしても特に何も起こらない。

### ナンパ
ダンジョンの宝箱を全て回収するとそのダンジョンに応じた女の子（大人含む）が出現する。話し掛けるとアイテムをプレゼントするイベントが発生し、正しいアイテムをあげれば喜ばれてキスなどのお礼をしてくれるが、間違ったり何もあげなかったりすると酷い目に遭わされる。成功した場合はメニュー画面でその女の子の立ち絵が鑑賞できるが、失敗した場合は立ち絵が塗り潰されて見えなくなる。プレゼントするアイテムは大抵そのダンジョン内で見つかるが、中には予め用意しなければならないものもある。結果に関係無く全ての女の子ナンパイベントを発生させると最強の隠しボスが出現する。

## 主な登場人物

### パーティキャラ
本作のパーティキャラには、それぞれ「スキル」と呼ばれる特殊能力が設定されている。ランダムまたは特定の条件下で発揮されるもので、プレイヤーが任意に使用することはできない。
アルフレッド・カタルーシ
主人公。18歳。愛称は「アル」。名前及び愛称は変更可能。本シリーズでは珍しく、アドベンチャーパートで立ち絵が表示される主人公である。
幼い頃、両親が「ちょっと旅に出てくる」と言って行方不明となったため、親戚であるミルスター家に居候させてもらっている。兄は故郷の勇者であったが、やはり行方不明となっており、叔父であるターレス村長から代わりの勇者役を押し付けられた。当初は断固拒否していたが、「勇者になれば女にモテる」と聞かされた途端、掌を返したようにやる気を出す。
乗馬も魔法も戦闘もまったくダメで、ルックスだけは良いが度を越した女好きの性格（本人曰く守備範囲は10代から40代）故に村中の女性達から顰蹙を買っている。性格に問題はあるものの、周囲がボケキャラだらけであるため、結果的にツッコミ役にまわることが多い。また、シリアスな場面になるとオチャラケはしないなど常識はある。
当初はザコモンスターにすら「奇跡的に勝てた」と言う程だったが、理不尽な旅を経て成長し、強化版ローズ三兄弟戦では「当然の如く楽勝だった」と言える程の自信と実力を得る（しかしストーリー中の役目は然程変わらず）。
勇者になる為に王都を目指していたはずが、イリーシャの失踪によってどんどん旅は脇道に逸れて行き、やがて敵対した黒騎士の正体が兄・テリュースである事を知る。直接対決を経て兄から仮面を引き剥がしたのも束の間、何者かに操られた兄が凶行に及んだ事で、一連の事件の黒幕であるヴィクトールの元へ乗り込む。激闘の末にヴィクトールを倒した後は兄が勇者に復帰した為、勇者になる必要が無くなった事で村に帰る。しかし再び兄が仮面を付けられてしまった事で再び旅に出る羽目になる。『ドラゴンナイツグロリアスVSラビッシュブレイズン』でも未だテリュースが村に戻っておらず、アルも勇者候補のままだった。
戦闘時の性能としては、設定通り魔法は使えず、パラメーターは良く言えば平均的。悪く言えば抜きん出た能力が無い。但し、殆どの武器・防具を装備できる為、装備次第では優秀な戦士となり得る。
「調子が良いと戦闘中に1度だけクリティカルヒットを出す」というスキルを持つが、本作は元々クリティカル率が高いのであまり意味は無い。また「ランダムで不意打ちできる」というスキルもあるが、不意打ちできるかどうかは元々ランダムな上に、本作では元々不意打ち率が高いので、やはりあまり意味は無い。
本人はその重大さに気付いていないが、幼少時代にイリーシャの魔法でカグランテス国の「ドラゴンの聖地」（ドラグロの最終試験の場所）に飛ばされ、800年も人間の前に姿を見せていないカイザードラゴン「バムル」に遭遇している（本来ならドラグロでダイクの前に現れる時まで800年間誰も会った事が無いはずだった）。
イリーシャ・ミルスター
ヒロイン。16歳。ターレス村長の娘で、アルの従姉妹。「ですわ」口調。性格そのものはおっとりしているが、母譲りの高い魔力と本人の天然ボケによって、ことあるごとに魔法で様々なものを爆破し、破壊する。テレポートも身に付けている。
アルを心から愛しているが、彼からは心底迷惑がられている。しかし、尋常ではないほどの天然ボケゆえに、そのことに気付いていない。仮にアルが迷惑であることを説明しても本人は聞く耳を持たない。その為、本人も美少女であるがアルの守備範囲には全く入っていない。逆にアルの普段の行動も大抵は許容しているが、度が過ぎると怒る事もある。アルの勇者の旅に同行する事になるが、旅立って早々に姿を消す。それは独断の単独行動によるものであり、その所為でアルは国を右往左往する事になる。後に断崖絶壁の上の花畑でアルと合流するが、以降は前ほど暴走する事も無くアルに付き従う。魔力も主にアルの不逞に対する仕置きにのみ使われ、真面目な戦いではその力を発揮する描写も無い。アル同様、シリアスな場面ではボケない位の常識はある。
戦闘時の性能としては、数多くの魔法を覚えるが攻撃力とHPが低い。また、装備できるものも限られている。ストーリー上で描かれる強烈な魔力は戦闘中では、アルが戦闘不能に陥った際に魔法が強化されると言う形で現れている。但し、自分含む味方もダメージを受ける為、逆転どころか自滅する可能性が高い。
クリア後の設定資料によると、デザイン初期案では頭巾を被せたりスカートを履かせるという案もあったらしいが、最終的に現在の形に落ち着いた。
『Catch! 〜気持ちセンセーション〜』によると誕生日は2月25日。血液型はO型。
フォルキュアス・デ・モルロー
アルと同じイフレー村の住人。頭が良く、剣の腕も立つ青年だが、非常に太っており、ルックスを求められる勇者にはなれないことに不満を抱いていた。公式には「顔以外は完全無欠」と称された。
基本的に冷静な常識人だが、イリーシャに恋しており、彼女が絡むと平静を失う（常識が欠けてしまう）。アル一筋の上に天然ボケの彼女にはその恋心を気付いてすらもらえず、ことあるごとに嘆いている（作中では名前すら一回しか呼ばれていない）。「ブタ」と呼ばれるとブチ切れて、戦闘力が桁外れとなる。
戦闘時の性能としては、アルに次ぐ数の武具を装備できる。HPが高く、直接攻撃が得意。また、ある程度魔法も使えるというバランスタイプである。但し、EPは最も低い。スキルではその贅肉で熱や冷気を抑えたり、イリーシャが疲弊すると愛の力でパワーアップすると言ったものがある。最も長くアルの旅に同行するメンバーであり、本作の半分以上は彼との二人旅である。
ステイン・エンデミオン
眼鏡をかけた細身の青年。断崖絶壁でモンスターの攻撃からイリーシャを庇った際に出会う。口調は丁寧で礼儀正しい。魔術師の大会で優勝したほどの魔力を持っており、アルもイリーシャと同等以上の使い手と認める。しかし天然ボケ具合もイリーシャに勝るとも劣らず、普段は頭脳明晰ながら師匠と敬うアルの言う事は大抵鵜呑みにする。美男子である為、ブレーマ山の守護神三姉妹に目を付けられてしまう。ストーリーに登場する以前にも、あるサブイベントで顔を合わせる事が出来る。
2年前、留守中に村が山賊に襲われた際に勇者に助けられ、それをアルと勘違いして彼に弟子入りを志願する（実際に村を救ったのはテリュース）。後に誤解に気付くが、「1度弟子入りした以上、どんな人でも師匠は師匠」という故郷の掟に従い、彼を「お師匠様」と呼び続けた（後に「手違いだったとは言え後悔はしていない」と語る）。その正体は魔道を志す者は誰もが憧れるという花形職業「宮廷魔道士」の長。セティマに来た本当の目的は、1年前に追放された兄のヴィクトールの企みを探る事である。
戦闘時の性能としては、イリーシャと別系統の魔法を得意としている。装備可能な武具は、彼女よりは多い。また、防御系のスキルを複数身に付ける。更に、ある強烈なサブイベントを起こす事によって強力な技を習得出来る。

### 主要人物
ターレス・ミルスター
イフレー村の村長でイリーシャの父（アルの叔父にあたる）。怪力と肉体美が自慢で、やたらと肉体を強調する（家のテーブルには鉄アレイが置かれている）。恐妻家で妻はおろか、娘にも頭が上がらない。婚期が遅かった為、やっと授かった娘のイリーシャを溺愛している。家庭では情けない姿が目立つが、嘗てはカーレイル王国軍師団長を務めていたほどであり、鍛え抜かれた肉体は本物で、洞窟の壁を己が肉体のみで粉砕したり、更にはモンスターを召喚したりと多才な人物である（但し、召喚したモンスターの制御は出来ない模様）。アルを勇者を目指す旅に送り出した張本人。
ジレーネ・ミルスター
ターレスの妻。普段は優しいが、一旦怒らせると物凄く怖い。イリーシャの強烈な魔力は母親譲りだが、イリーシャと違って怒ると迫力がある為、尚更怖い。
プリル
ドラグロから引き続き登場のドラゴンフェアリー。前作の正エンディングでダイクと共に旅立った後だが、ウイングドラゴンとその子供（ちび）を護る為に一時ダイクと別れてケイレーズの森に滞在している。森を彷徨っていたアル達と出会い、ドラゴン親子の捜索を依頼する。終盤、ドラゴンのうろこを通じてアルに思念を送り、ちびの正体を伝えた。ドラグロで別の名前を付けたデータをコンバートすると、本作でもその名前になる。
シュミナール
カーレイル国内で唯一自治権が認められているタータの女王。タータに男性を入れない事から男嫌いと噂されているが、実際は呪いを防ぐ為である。実は呪いで性別を逆転させられていた為、実際は少年の国王。少年ながら、自治権を持つタータをうまく切り盛りしている。
ルカ・ヒューク・ベルニーチェ
シュミナールの側近。四角い顔のブ男で、性格も厳つい。フォルキュアスといい勝負かと思われたが、実は呪いで不細工になっていただけで、素顔は美男子。更に本来の性格は穏やか。しかもタータの勇者であり、フォルキュアスに多大な精神的ダメージを与えた。
シルフィー・クロートー
セティマ修道院で神に仕える修道女。11歳。天使のようにあどけなく純真だが、意外と行動力がある。彼女の行動は今回の騒動にも繋がっている。アル達に同行するが、戦闘に参加する事はない。また、本編中に初登場する以前にサブイベントで面識を持つ事が出来る。イケメン等に弱く、ミーハーなところがある（但し、顔が良ければ良い訳ではなく、黒騎士がテリュースに戻った後は「黒騎士の時の方が良かった」と言っている）。
アリエル・ティジフォーネ
セティマ修道院の修道女。御淑やかな大人の女性。しかしその正体は名の知れた女盗賊で「緋色のアリエル」の異名を持つ。本性は豪快で男勝り。テリュースを「世界を得るに相応しい方」と見込んで仮面を被せた張本人で、アル曰く「セクシーダイナマイツ」。修道女に扮したのも修道院にある「聖水壺」目当てだった。酒場で暴漢が暴れていた時はそれを叩きのめして店員を助けるなど、根っからの悪党ではないにしても、ただの退屈しのぎで騒動を起こす傍迷惑な人物。アル達に敗北後はあっさりと姿を消すが、ヴィクトール邸に盗みに入った所をアル達と再会する。サブイベントにて一度だけパーティに加入する。ストーリー中は三回対決する、本作でも戦闘回数の多いキャラ。本作ではラストボスを除いて専用の戦闘BGMが用意されている唯一のボスでもある。
ちび
ケイレーズの森にいたウイングドラゴンが我が子のように育てていた謎の生物の赤子。その姿形は全くドラゴンには見えない。弱っていた所をシルフィーとイリーシャに看病されていたが、なし崩しでアルが抱えて長老の元へ連れて行くことになる。その後、突然巨大な成体に成長し、アル達を乗せて空を飛ぶことも可能になった。
その正体はテリュースが討伐を命じられた「イリューシヴグライフ」であり、黒幕の暗示を受けたテリュースに殺されかけるもアル達に阻止される。最終決戦ではシルフィーを乗せて駆け付け、アルの危機を救った。
テリュース・カタルーシ
イフレー村の勇者でアルの兄。勇者の名に違わず有能で腕も立つが、天然。後ろ姿だけならアルに似ている。仮面を被る事によって人格が変わり、黒騎士と化す。イリューシヴグライフという怪物の討伐を国王から命じられ、村を留守にしていた。アル達に破れて仮面を剥がされた後は正気に戻ったと思われたが、実は黒幕に暗示を掛けられており、狂気を帯びた様子でちびを殺そうとした所をアル達に阻止される。事件後は勇者に復帰するもまた仮面を被らせられて黒騎士と化してしまう。
黒騎士
仮面を付けた事で人格が変わり、黒尽くめ装束を身に纏ったテリュース。当初は謎の剣士として現れるも、過去にも同じような事があったらしく、アルとイリーシャにすぐに正体を見破られる。アル以上の女たらしで、女相手にはキザだが男相手には高飛車。自信に違わぬ実力はあるものの、侍らせるべき美女達を予算不足で雇えず張りぼてで代用するなど、実態はかなりマヌケ。1年ほど前からセティマの近くにあるヴィクトール伯爵の別邸に住みついている。セティマの街では女性たちのアイドルとして知られる。アル達に敗れ、仮面を剥されながらも一度復活するが、痩せ我慢なので勝手に倒れる。
白騎士
その名の通り、白尽くめ装束を纏ったテリュース。全ての女の子のナンパを終えたアルの前に現れる。黒騎士の時と違って人格は元のままのようだが、何故か必死に白騎士になりきろうとしている。本気を出しているのかその強さは黒騎士の時や操られている時とは比較にならず、ラストボスをも凌ぐ程。倒すと「アルフレッドさん江」と書かれた、あまり嬉しくないサイン色紙を残して去って行く。
長老
セティマの長老。断崖絶壁の上と言う、見晴らしのいい（良過ぎる）一軒家で悠々自適の生活を送っている。長老としか呼ばれないので先入観で間違えやすい（アルも真っ先に間違えた）が、爺さんではなく婆さん。女としか会わないという決まりがあるが、それは長老が修道女だった頃の古い習慣の名残りであり、女装したアル達の正体を見抜きながらも家に招き入れた（そもそも普通の女性では家まではまず辿り着けない）。
ヴィクトール
セティマの南西に二つの館を構える伯爵。1年程前に爵位を得たばかりの男性。本名も出身地も不明でありながら爵位を得た事から、「王に暗示を掛けた」「王の弱みを握った」という噂も囁かれている。黒騎士が勝手に別邸を使っている事を容認しており（そもそも知らなかった）、黒騎士の事を聞きに来たアル達にも気さくに応じる。
しかし実はテリュースに暗示を掛けてちびを殺そうとした黒幕である。同時にステインの兄でもある。かつては宮廷魔道士の長であったが、国王の名を騙って勝手な命令を出した罪から追放され、国王と自分の後釜に収まったステインへの逆恨みを抱き、復讐の為に「イリューシヴグライフの肝を食らう事で不老不死になる」という伝承を実行するべく、テリュースを利用していた。
本作のラストボスであり、本邸に乗り込んできたアル達と対決し、追い詰められるとドラゴンのような怪物へと変貌を遂げる。一度敗北するとアルを道連れにするべく襲い掛かるが、突入してきたちびに阻止され、最後はアル達の一斉攻撃を受けて再び敗北。人間の姿に戻り、弟であるステインの名を呼びながら死亡した。

### その他
パンネ、アーリア、ミスティーナ
イフレー村の三人娘。ミスティーナは「ミスティ」の愛称で呼ばれる。アルフレッドのナンパ対象だが、いつも言い寄られて迷惑している（しかし、言い回し次第でたまにその気になってしまう事も）。後にパンネとアーリアが病に倒れ、ミスティーナが断崖絶壁まで薬草を探しに来た所をアルと再会する。そこで薬の原料となる花を渡すと、彼の事を少し見直して頬にキスをする。
ローズ三兄弟
ブザイクな三つ子の盗賊。長男はオカマ。戦闘力は低く、旅立った直後のアルにすらボコボコにされるほど。最初は迷いの洞窟を探っており、その後、ケイレーズの森の前でアル達と遭遇。しかしフォルキュアスをブタ呼ばわりした所為で叩きのめされ、イリーシャの魔法で吹き飛ばされた。後にブレーマ山でドラゴンを狙ったが、シルフィーによると守護神三姉妹に軽くあしらわれたらしい。最後は断崖絶壁でアル達と再び戦い、薬によって戦闘力を飛躍的に上昇させたものの敵わず空の彼方へ消えた。
クリスチアーネ・ウルビス
セティマの修道院の院長である年配の女性。修道院を訪れるとアイテムの生成を行ってくれる。
スパイラル・スノウマン
イフレーの隣村・タニアの村長ガイラルの息子。父も同じような顔らしい。父に「遠国に勇者候補として留学中」と触れ回られていた（ターレスがアルを勇者に仕立てようとしたのもそれが悔しかったというのが一因）が、単に見栄を張ってホラを吹いただけである。それを弱みとして握ったアル達に利用される。金持ちの道楽息子だけあり、金に物を言わせた情報収集が得意。雪だるまに似ており、困ると溶ける。『ごちゃちる』収録の本作関連のミニゲームでは主役であり、ゲームオーバーの際は完全に溶けてしまう。
三下1、2
スパイラルの三下二人組。不細工。しかしスパイラルに親分になるような実力は無い為、金で雇われた模様である。事実、アルに追い払われるとスパイラルを置いてすぐに退散した。
ハニー
ブレーマ山の守護神三姉妹・末女。埴輪の外見で、馬に乗っている。乗馬をたしなむアウトドアタイプ。三姉妹とも、戦闘力は限り無く高い。山を訪れた者に試練を課し、失敗した者には強力なモンスターを嗾ける（一周目で勝つ事は難しく、ほぼゲームオーバーを強いられるようなもの）。ハニーの試練は四択クイズ。
ドグー
ブレーマ山の守護神三姉妹・次女。土偶とUFOを合わせたようなSFチックな外見。試練は三個の宝箱をシャッフルし、正解を当てるというもの。
もあ～い
ブレーマ山の守護神三姉妹・長女。外見はモアイそのものだが、縦ロールと唇が特徴。愛称は「もあもあ」。普段は見た目に反して可愛い子ぶった喋り方をするが、怒るとドスの利いた口調で凄む。試練は「愛を捧げること」で、特定のアイテムをあげるだけで良く、消費アイテムのイチゴキャンディでも良い。しかし間違った物をあげるとモンスターを嗾けられ、そのハズレはドラグロからコンバートできるアイテムの中に存在する。
女版フォルキュアス
カンウー峠の近くに住む、その名の通りの人物。あまりに似ている為、アルは「フォルキュアスの生き別れの妹」と言うが、実際は赤の他人。女装の為の服を盗みに入った際に追われる羽目になるが、以降はセティマの公園をうろついていると再び遭遇してしまう。
ポーチェ
ドラグロのヒロインの一人。今作では何故かセティマのレストランのウェイトレスとして登場。不良に絡まれるサブイベントが存在し、助けた場合はお礼にオルゴールかお弁当をくれる。このイベントの発生時期を逃した後でも初対面では別の会話が起こる。どちらの場合でも、以降はレストランに寄る度に彼女をアルが口説く（しかも口説き文句は毎回変わる）。
むさい男
ドラグロに登場した不良三人組で、今作でも登場。ポーチェに絡んでいた所をアリエルとアル達に退治される（加勢しなかった場合はアリエル一人に倒される）。
佐倉聡
『死者の呼ぶ館』から登場。今作ではセティマの宿屋の主人であり、ゾッとするような事を平然と言う（本人曰く冗談）。隠しダンジョンである「館」についての情報を教えてくれる。

### ナンパ対象
リリス
迷いの洞窟に出現。ドラグロのパーティキャラにしてヒロインの一人だった。アルに食べ物をねだって来る。
ティアラ
ケイレーズの森に出現。プリルの友達のドラゴンフェアリー。プリルと同行中に話すと彼女も会話に絡んでくる。
ポピ
カンウー峠に出現。ドラグロの第五試験に登場した、将来は（王様の）お嫁さんになりたい女の子。
キカ
呪われた水路に出現。ドラグロでは魔法屋の店員だった。美人だが、魔法で若返っているだけの老婆だった事が判明する。
もあもあ
ブレーマ山に出現。本編に登場したものと同一。プレゼント用アイテムはある消費アイテムを除いて、予めコンバートかサブイベントで用意する必要がある。本編中に渡した物を渡す事は出来ない。
ミスティーナ
断崖絶壁に出現。本編と同一。
酔払い女
伯爵別邸に出現。ドラグロの酒場で飲んだ暮れていた女。元々カーレイル国の人であり、当時から「ドラゴンナイツよりも勇者が上」と豪語していた。
アリエル
ラストダンジョンに出現。本編と同一。
みどり
隠しダンジョンに出現。『死者の呼ぶ館』の緒方可奈が持っていた人形。緒方可奈も登場するが、あくまでナンパ対象は人形である。そして、本作ではどちらも幽霊のような扱いを受けているが『死者の呼ぶ館』本編ではそのような事はない。

## マップ
本作はカーレイル国の一部が舞台となる。首都パブリエルは会話には出て来るものの、本編中に行く事は無く、『ドラゴンナイツグロリアスVSラビッシュブレイズン』にて初めて訪れる。
イフレー村
アルフレッドの故郷。村長はターレス。カグランテス国との国境近くにある。巨大な湖を有するが、これはイリーシャが魔法で開けたクレーターに水が溜まっていつのまにか魚が住み着いたものである。
迷いの洞窟
イフレー村の近くにある洞窟。アルの最初の試練の場となる。魔法を使えない主人公が一人で進むことになる。洞窟内には体力を回復する泉がある。カグランテス国では「サハギンの洞窟」と呼ばれており、ドラグロ第一章で探索した洞窟と同一。しかし今回はドラグロよりも更に奥まで探索する事になる。
ケイレーズの森
イフレー村から少し離れた所にある森。実際は樹海と言っていい程の広大な森で、一度入った者は二度と出られないと言われる。パブリエル方面とは逆の為、本来は入る必要は無かったが、ある理由で足を踏み入れる羽目に。奥にはクリスタルで出来たドラゴンの巣があり、老いたウィングドラゴンが余生を過ごしている。森で迷うのは、ドラゴンを保護する為にドラゴンフェアリーが結界を張っている為である。ドラゴンのうろこを手に入れるまで森からは出られない。
カンウー峠
イフレー村方面とタータ方面を分断する山地。ここを越えなければ西側には行けない。出口付近には巨大生物の骨があり、ボスモンスター「ボウンボウン」となって襲い来る。
タータの街
砂漠の街。カーレイル国で唯一自治権を獲得している街であり、実際は王によって治められた小国と言っても良い。女性のみ立ち入りを許されており（通過のみであって一泊以上の滞在は不可）、男性が潜り込もうものなら即座に投獄される。その理由は「領内に入った男性は不細工になる」という呪いの為であり、更に領を出ても元に戻らない為、噂と呪いの広まりを防ぐための処置である。最終的にアルによって呪いは解かれるが、街には美男子ばかりが溢れ、アルは激しく後悔した。
呪われた水路
タータの近くにある水路。名前の通り、水門を上げたり下げたりする必要がある。100年前にここで魔女が「100年後にタータの男全てが不細工になりますように」と呪いを掛けた事でタータの男性全員が不細工になってしまった。呪いを解くには呪いに掛かっていない人間が最深部の「をとめの像」に「乙女の涙」をはめ込まなければならない。もし呪いに掛かった人間がをとめの像に近付けば、呪いは永遠に解けないとされる。
セティマの街
イフレーとは比較にならないほどの大都市。収穫祭の最中である為、多くの人で賑わっている。物語後半の拠点。
ブレーマ山
セティマのすぐ近くにある山。色物である守護神三姉妹によって守られており、麓には「おいでませブレーマ山」という極めて怪しい看板がある。守護神が出す３つの課題をクリアする必要がある。「山アラチ」という非常に強力なモンスターが出現する為、聖水が無ければ登るのは困難だと作中で語られるが、実際に聖水が手に入る機会は無い。その為、よほど強くなければ山アラチに遭遇したら逃げるしか無い。
断崖絶壁
ブレーマ山とは反対方向にある。頂上には長老の家があり、その奥には花畑が広がる。
伯爵別邸
ヴィクトール伯爵の別邸の一つで、黒騎士が勝手に自分のアジトとして使っている。元々は廃屋だったものを改装したもの。あくまで居住目的の屋敷である為、ダンジョンとしては規模が小さい。
伯爵邸
ヴィクトール伯爵が住まう屋敷。別邸と違って薄暗い闇と怪しい妖気に包まれている。元々廃墟だったがヴィクトールの魔力によってその姿を変え、内部はモンスターやトラップが張り巡らされ、更に奥はこれまでのダンジョンを模した空間が広がるなど、異次元の迷宮と化しており、これまでのどのダンジョンとも比較にならない広大さを誇る。途中にはセーブポイントがありHPとEPの回復が可能。本作のラストダンジョン。
館
『死者の呼ぶ館』で「百物語」をクリアした状態のデータをコンバートした場合のみ出現する隠しダンジョン。ケイレーズの森の奥にある洋館。『死者の呼ぶ館』の舞台だった館をダンジョン化したもので、同作のクライマックスで立ち入った「開かずの間」でボス戦となる。

## 設定
勇者
カーレイル国の各村に一人ずつ存在する英雄（職業）。男性のみが就けるが、ドラゴンナイツと違って資質や実力のみならずルックスも求められるため、不細工ではどれだけ高い能力があってもなる事はほぼ不可能。但し、勇者のグループに入って働けば同じように富と名声は得られる。勇者は普通は魔法が使えない為、魔術師などの仲間と行動する事が多く、グループのリーダー的存在でもある（テリュースのように一人で行動する勇者もいる）。勇者になるにはカーレイル国首都パブリエルで「勇者証書」を得て正式登録をしなければならず、それまでの旅は「勇者への旅」と呼ばれる。有名な勇者がいるという事は村にとってもステータスとなり、村おこしの役割も担っている（減税対象にもなる）。作中で登場する勇者はテリュース一人だが、『ドラゴンナイツグロリアスVSラビッシュブレイズン』ではモブ扱いで何人もの勇者が登場している。
イリューシヴグライフ
テリュースが討伐を命じられた伝説上の生き物。鷲の体と獣の体を持つとされ、元々はグライフと呼ばれていたが、人々に存在を認知されるようになってやがてイリューシヴグライフと呼ばれるようになった。その急激な成長と長命から、特に上流階級で権力の象徴と見做されていた。それがいつしか「肝を食すと不老不死になる、或いは強大な力を得る」という尾ひれを付けた噂として広まって行った。本当に不老不死になるかどうかは、そもそも肝を食らった人間などいない為、定かではない。伝承によると性質は大人しく、人間を襲ったという話も攻撃する人間から身を守る為だったとされる。

## その後の展開

### ドラゴンナイツグロリアスVSラビッシュブレイズン
同シリーズの第5作『ごちゃちる』に収録されたおまけシナリオで、本作とドラグロのキャラクターが共演する。パンドラMAXシリーズVOL.Extraと言う位置付け。各キャラクターの視点から体験するザッピングアドベンチャーであり、シナリオは本作同様、和田が執筆。その為、作風や雰囲気はドラグロよりも本作に近い。

### ラビッシュブレイズン2
本作のストーリー上の続編として予定されていたソフト。 本作同様、シナリオは和田慶子、キャラクターデザインは珠梨やすゆきが担当する予定であった。予告編では新キャラである女性の線画が紹介されたが、メーカーの凍結によって世には出なかった。